# Emurena tripunctata
Emurena tripunctata là một loài bướm đêm thuộc phân họ Arctiinae, họ Erebidae.